# Първи вселенски събор
Първият вселенски събор е съвет на християнските епископи, проведен в град Никея (днес Изник) през 325 г.
Свикан е от император Константин I, с цел да се спрат разногласията в Църквата, предизвикани от арианството. Съборът осъжда учението на александрийския презвитер Арий като ерес и приема т.нар. Символ на вярата. В Никея се създава и традицията всички по-важни религиозни въпроси да се решават на вселенски събори.

## Участници
Броят на явилите се епископи се определя нееднакво: според Евсевий те са повече от 250; според Евстаий – около 270; според думите на Константин Велики – 300 и повече от 300; а Атанасий Велики на различни места в своите съчинения ги определя различно – ту 300, ту 318. Последното число станало общоприето – така Никейският събор често пъти е наричан просто събор на 318-те отци. Броят на епископите в различните заседания е различен и това е послужило като причина за различията в показанията на историците.
Епископите в римската държава са от гръцки или от латински произход. Датата, която се опитват да приемат и съгласуват – 20 май (според Болотов – 22 май), е официалното начало на съборните заседания. Времето от 20 (22) май до 14 юни преминава в предварителни съвещания. През това време в тях могат да вземат участие лица, които не са епископи. В центъра на този събор е учението на Арий за личността на Исус Христос. През времето на тези съвещания ясно се определя кой е с Арий и кой е против него. Константин Велики пристига на 14 юни, а на 19 юни е съставен символът на събора. От 19 юни до 25 август съборът се занимава с въпроси относно устройството на църковния живот. Краят на събора е 25 август.
Арий е повлиян от гностицизма и смята, че Бог е толкова отделен от света, че въплъщението е невъзможно, и че Бог е просто единство (монада). От това следвало, че Синът е сътворен преди създанието на света, а не е вечно роден от Отца, което противоречи на учението за Св. Троица (Божието триединство). Въпреки че партията на полуарианите също подписала символа, тяхното учение, което въвеждало йерархия в Троицата, също било отхвърлено с добавката, че Синът е единосъщен (Homousios) на Отец – т.е. че Отец и Син имат еднаква природа и същност.
Твърде спорен е въпросът кой е председател на събора. Вероятно ще трябва да си го представим така: председателството принадлежи на главните епископи – митрополитите, но за вървежа на препирните следи императорът и той сам ги ръководи. Благодарение на умелото ръководство на Константин Велики такъв сложен въпрос, какъвто е въпросът за личността на Исус Христос, е решен за няколко дена.

## Дневен ред
Дневният ред на събора включва:
1. Въпрос по отношение на връзката между Бога Отца и Сина (не само като Човекът Иисус, но и в природата му преди създаването на света.
2. Датата на празника Пасха / Великден – взема се решение Великден (християнската Пасха) да се празнува отделно от еврейската Пасха на първата неделя след първото пълнолуние след пролетното равноденствие. Така се определя разлика от 14 дни между двата празника.
3. Различни въпроси на църковната дисциплина, което довежда до двадесет канона

- Организационна структура на Църквата: фокусирана върху реда на епископството.
- Стандарти за достойнство за духовенството: въпроси на ръководството по отношение на предисторията за духовенството.
- Примиряване с изгубените: установяване на норми за обществено покаяние.
- Обратно приемане в църквата на еретици: включително въпросът за това кога трябва да се наложи повторно покръстване.
- Литургийна практика: включително мястото на дяконите и практиката на молитва по време на литургия.

## Резултати от събора
Дългосрочните последици от Никейския събор са значителни. За първи път представителите на много от митрополиите на Църквата са повикани. Императорът също изиграва роля, като призовава епископите под негова власт и използва властта на държавата, за да даде заповеди на събора. В краткосрочен план обаче Съборът не решава напълно проблемите, за които е свикан. Периодът на сблъсъци и катаклизми продължава известно време. Константин е заменен от двама ариански императори в Източната империя.
Езическите сили в империята искат да възстановят езичеството в седалището на императора. Арианите скоро след това възстановяват почти всичките си права, които губят, и следователно арианството продължава да се разпространява и да бъде предмет на дебат в Църквата през останалата част на IV век. Почти веднага арианският епископ и братовчед на Константин I използва своето влияние в двора, за да може да овладее благоволението на Константин от Никейските епископи към арианите.
Константин умира, след като най-накрая получава кръщение от ариански митрополит, и „с преминаването му на първия кръг в битката след края на съвета на Никея“.
Често в системата на църковното управление, и дори в системата на самия събор, императорите имат силно влияние, като не само участват, но и понякога и председателстват самите събори.

## Роля на Константин
Християнството е незаконно в империята, но през 313 г. император Константин с Миланския едикт го обявява за равнопоставено с другите религии. По-късно никейското християнство става държавна религия на Римската империя към 380 г. Междувременно езичеството се практикува законно и присъства в обществените дела. Преди Никейския събор сеченето на монети и други официални дейности са свързани с езическия култ към Бога на слънцето. Първоначално Константин насърчава изграждането на нови храмове и толерира традиционните жертвоприношения. По-късно в царуването си той заповядва ограбването и разрушаването на римските храмове. Ролята на Константин по отношение на Никея е на върховен граждански лидер и авторитет в империята. Като император, той носи отговорност за поддържането на обществения ред и иска църквата да не дава повод за обществени безредици. Когато за първи път е уведомен за безредиците в Александрия поради арианските спорове, той е силно обезпокоен. Съзнавайки също така многообразието на мнения относно празнуването на Великден и надеждата да разреши и двата въпроса, той изпраща почетен епископ да сформира местен църковен съвет и да помири тези, които били разделени. Когато тази мисия се проваля, той свиква синода в Никея, приканвайки най-видните мъже от църквите във всяка страна.

След закриването на събора Константин I отпразнува своята 20-годишнина от царуването си. След като свършва обядът, на който са поканени отците от събора, Константин I произнася реч, в която казва: 
| „ | Вие сте епископи на вътрешните работи на Църквата, а аз съм поставеният от Бога епископ на външните работи. | “ |

 С това видимо е искал да мотивира своето участие в работата на събора и задоволството си от решението на въпросите.
Съборът фиксира първенството на епископите на петте най-големи църковни центрове: Рим, Константинопол (дн. Истанбул) Александрия, Антиохия и Йерусалим.